# Jeroen Brouwers

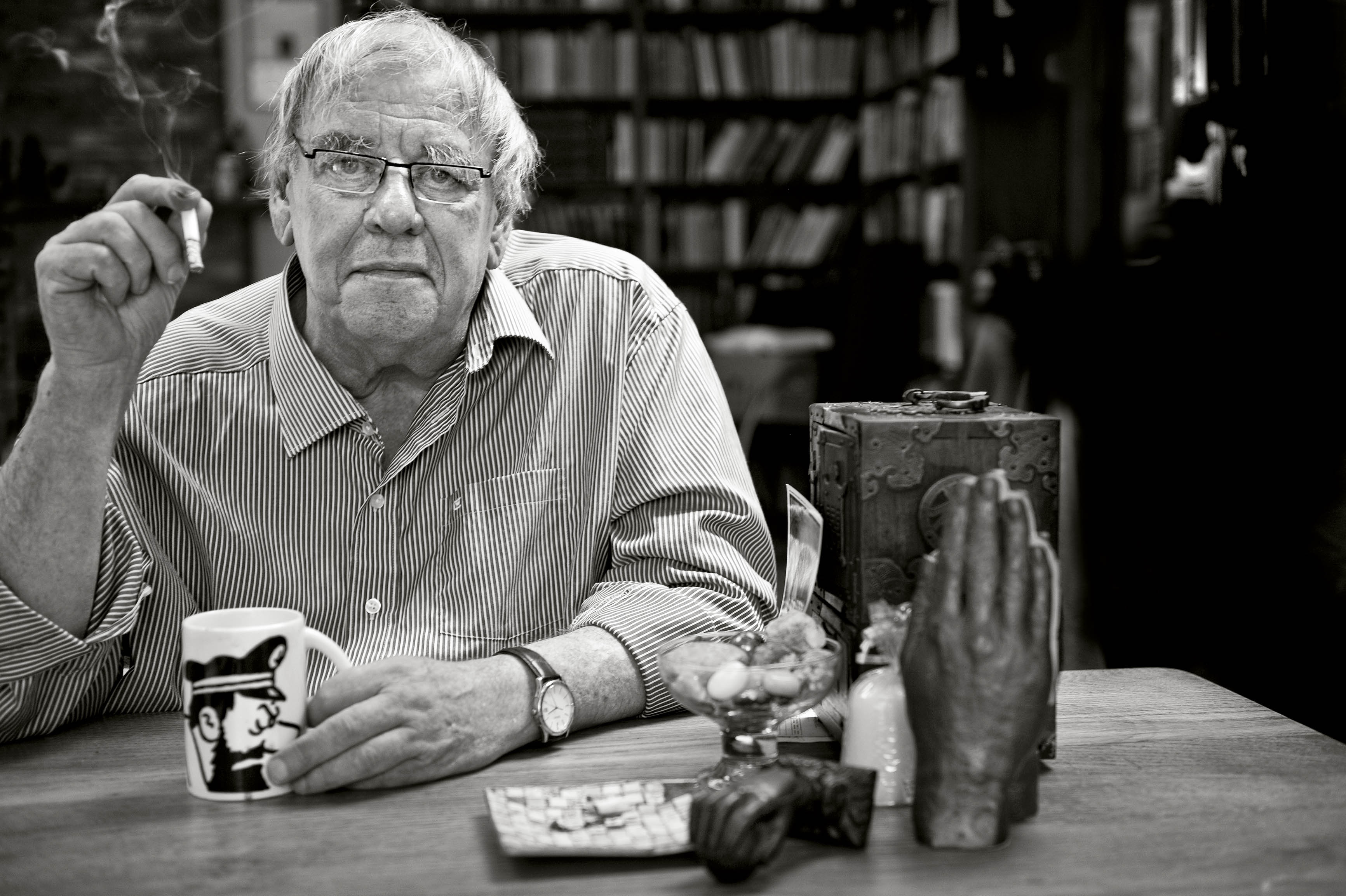
Jeroen Brouwers (2010)

Jeroen Godfried Marie Brouwers (* 30. April 1940 in Batavia, heute Jakarta; † 11. Mai 2022 in Maastricht) war ein niederländischer Journalist, Schriftsteller und Essayist. Brouwers lebte in Zutendaal, Belgien.

## Leben und Werk
Geboren 1940 in Niederländisch-Indien, dem heutigen Indonesien, wurde er nach der japanischen Invasion Javas im Jahre 1943 mit seiner Mutter und seinen Großeltern interniert. Die Großeltern überlebten die Internierung nicht. 1947 kehrte seine Mutter mit ihm zurück in die Niederlande. Von 1950 an verbrachte Brouwers mehrere Jahre in katholischen Internaten. 1955 schloss er den Schulbesuch in Delft ab, leistete von 1958 bis 1961 seinen Militärdienst und begann danach eine journalistische Laufbahn.
Ab 1961 trat Brouwers als Schriftsteller hervor. Sein Œuvre umfasst mehr als 70 Veröffentlichungen über sechs Jahrzehnte hin, mit denen er als einer der wichtigen niederländischen Autoren seiner Zeit Beachtung fand. In Deutschland erschienen unter anderem Versunkenes Rot (1984; Übersetzung: Grete Weil), Geheime Zimmer (2002) und Das Holz (2016).
Brouwers wurde 1992 in den „Orde van de Vlaamse Leeuw“ (Orden des flämischen Löwen) aufgenommen und erhielt im Jahre 1993 den belgischen Kronenorden.
2007 wurde ihm der niederländische Literaturpreis „Prijs der Nederlandse Letteren“ zuerkannt, den er im Hinblick auf die geringe Dotierung (16.000 €) ablehnte: „Es ist, als ob ich nun zu hören bekomme: Hier, kauf dir mal ein Bier, Alter.“ Den mit 25.000 Euro dotierten Literaturpreis Gouden Uil hatte er 2001 jedoch angenommen. 2015 erhielt er den ECI-Literaturpreis für den Roman Het Hout (Das Holz), gefolgt vom Libris Literatuur Prijs 2021 für den Roman Cliënt E. Busken.
Er starb am 11. Mai 2022 im Alter von 82 Jahren in einem Maastrichter Krankenhaus.
Jeroen Brouwers war bis zu seinem Tode 22 Jahre in einer Beziehung mit der Literaturwissenschaftlerin Gwennie Debergh.

## Auszeichnungen
- 2021: Libris Literatuur Prijs für Cliënt E. Busken
- 2015: ECI-Literaturpreis für Het Hout
- 2007: Prijs der Nederlandse Letteren (abgelehnt)
- 2007: Tzumpreis für den besten Satz in In het midden van de reis door mijn leven
- 2001: Goldene Büchereule (Gouden Uil)
- 2001: Multatuli-Preis für Geheime Kamers
- 1993: Kronenorden
- 1992: Orden des flämischen Löwens (Orde van de Vlaamse Leeuw)
- 1967: Vijverbergprijs für Joris Ockeloen en het wachten